# アーバー島

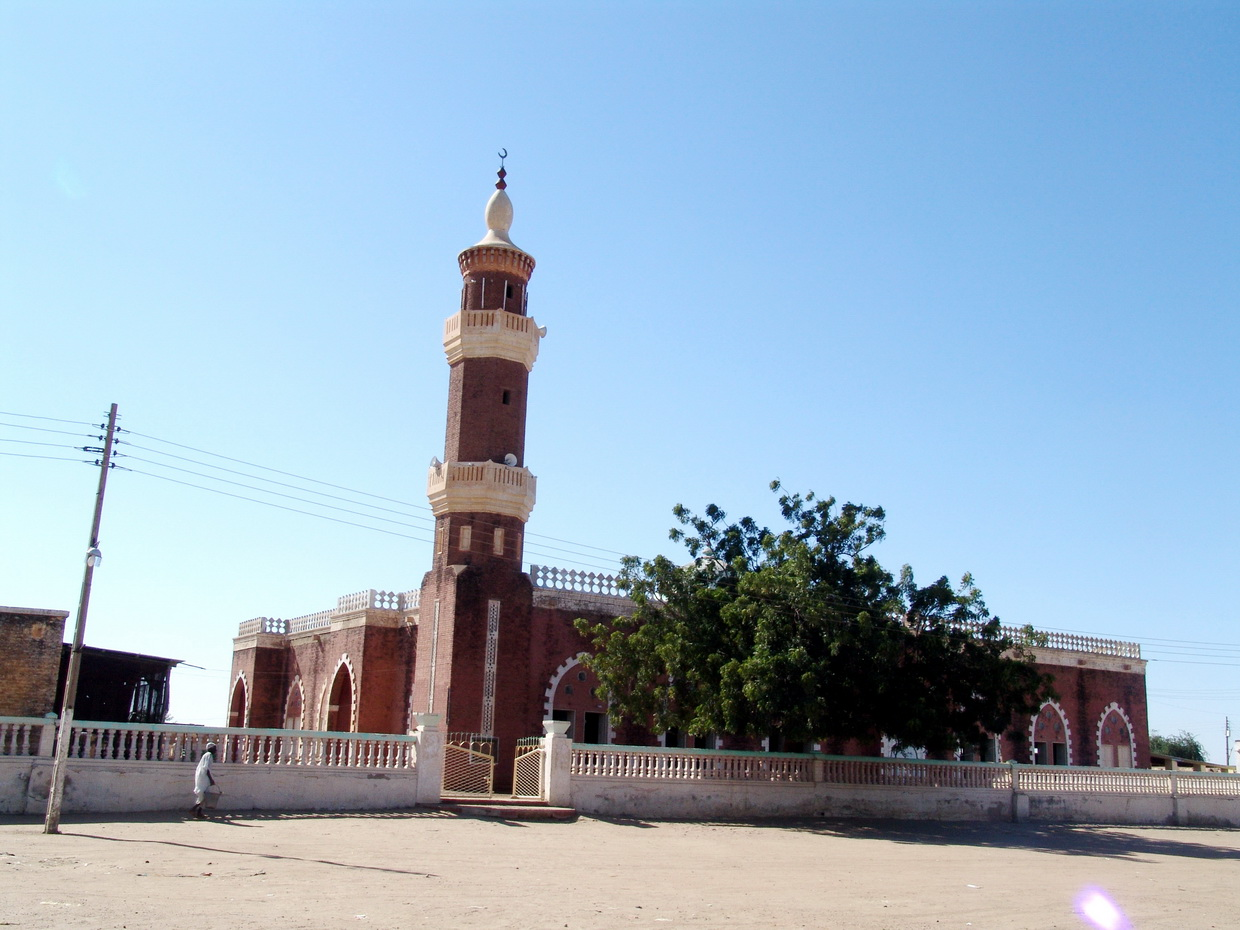
ラフマーニーヤにあるモスク

アーバー島（الجزيرة أبا, Jazīrat Ābā）は、ハルトゥームから150キロメートルほど白ナイル川を遡ったところにある川中島。現在はスーダン共和国領であり白ナイル州に属す。マフディー運動のまさに震源地となった島であり、後のウンマ党の精神的根拠地となった島である。島の中にカバー（Qabā）、ラフマーニーヤ（Raḥmāniya）という町がある。ラフマーニーヤはさらに内部にいくつかの行政上区別される街区を持つ。

## 歴史
1871年（ヒジュラ暦1288年）にムハンマド・アフマド・ブン・アブドゥッラーがこの島に住み着き、1881年（ヒジュラ暦1299年）にこの島のモスクで「召命を受けた」とされる。同年に植民地政府がムハンマド・アフマドの逮捕のためにアーバー島に派兵したが、撃退された（アーバー島の戦い）。
1920年代には毎年ラマダーン月になると5000人から15000人の巡礼がアーバー島に集まり、アブドゥッラフマーン・マフディー(1885–1959) と共にラマダーン明けを祝った:89。巡礼たちはアブドゥッラフマーンが預言者イーサーの再臨であると信じ、彼がキリスト教徒の植民者たちを追い払ってくれると考えていた:89。イギリスの植民地当局者は、アーバー島のアブドゥッラフマーンがナイジェリアやカメルーンの宗教指導者の代理人と書簡を交わしており、その書簡の中に「マフディーへのアンサールが最終的にキリスト教徒に対し勝利を収める」などという文言があったとして、アブドゥッラフマーンを非難した:89。1924年には西アフリカからアーバー島に来た巡礼が大規模な示威活動を行った:89。
1969年にはハルトゥームに成立したガアファル・ニメイリー政権へのアンサールの抗議運動がアーバー島で激しくなった。これへの返答としてニメイリーはアーバー島を空爆した。この空爆には若きホスニー・ムバーラク率いるエジプト空軍が関与していたと言われている。アンサール側は12000人が殺害され、その中にはサーディク・マフディーの叔父も含まれていた。